# Röhm (azienda chimica)
La Röhm GmbH con sede a Darmstadt è una società tedesca operante nell'industria chimica. La Röhm GmbH è specializzata nella produzione di metacrilato, dalla precedente CyPlus GmbH della Evonik Industries.

## Storia
Le radici della Röhm GmbH risalgono al 1907 quando il chimico tedesco Otto Röhm assieme a Otto Haas fondarono la Röhm & Haas GmbH. Nel 1933 viene sviluppato il nuovo materiale l'Acrylglas (PMMA), che successivamente venne commercializzato con il nome di Plexiglas. Dopo la morte di Otto Haas la società si firmò solo, dal 1971, Röhm GmbH. Nel 1989 avviene la fusione con la Hüls AG. Dopo la successiva fusione tra Hüls AG e Degussa AG, nasce la Degussa-Hüls AG e nel 1999 la Namen Infracor GmbH. Il nome della società rimane di proprietà della, così come quello Degussa-Hüls AG, dal 2001 con la fusione della SKW Trostberg AG con Degussa AG. 
Dal 2007 la Infracor GmbH diventa la 100% proprietà della Degussa, della Evonik, e la produzione di metametilcrilato viene messa in un'unica Business Unit. Nel 2019 la Evonik vende questa divisione alla Advent International. Dall'agosto 2019 la divisione diventa Röhm GmbH.

## Prodotti

Marchio originale Plexiglas

La Röhm GmbH produce principalmente monomeri metacrilati, polimeri metacrilati e cianuri.
La Röhm vende i prodotti PMMA con lo storico marchio Plexiglas in tutto il mondo, tranne negli USA per un discorso di marchio.

## Marchi
La Röhm usa Plexiglas come marchio per l'originale Acrylglas di inizio '900. È usato in tutti i settori industriali. Il monomero metacrilato è venduto a marchio Meracryl. Altri metacrilati Röhm sono Degalan, Degadur e Degaroute. I cianuri vengono prodotti per l'estrazione di metalli nelle miniere.